# Böjte Csaba

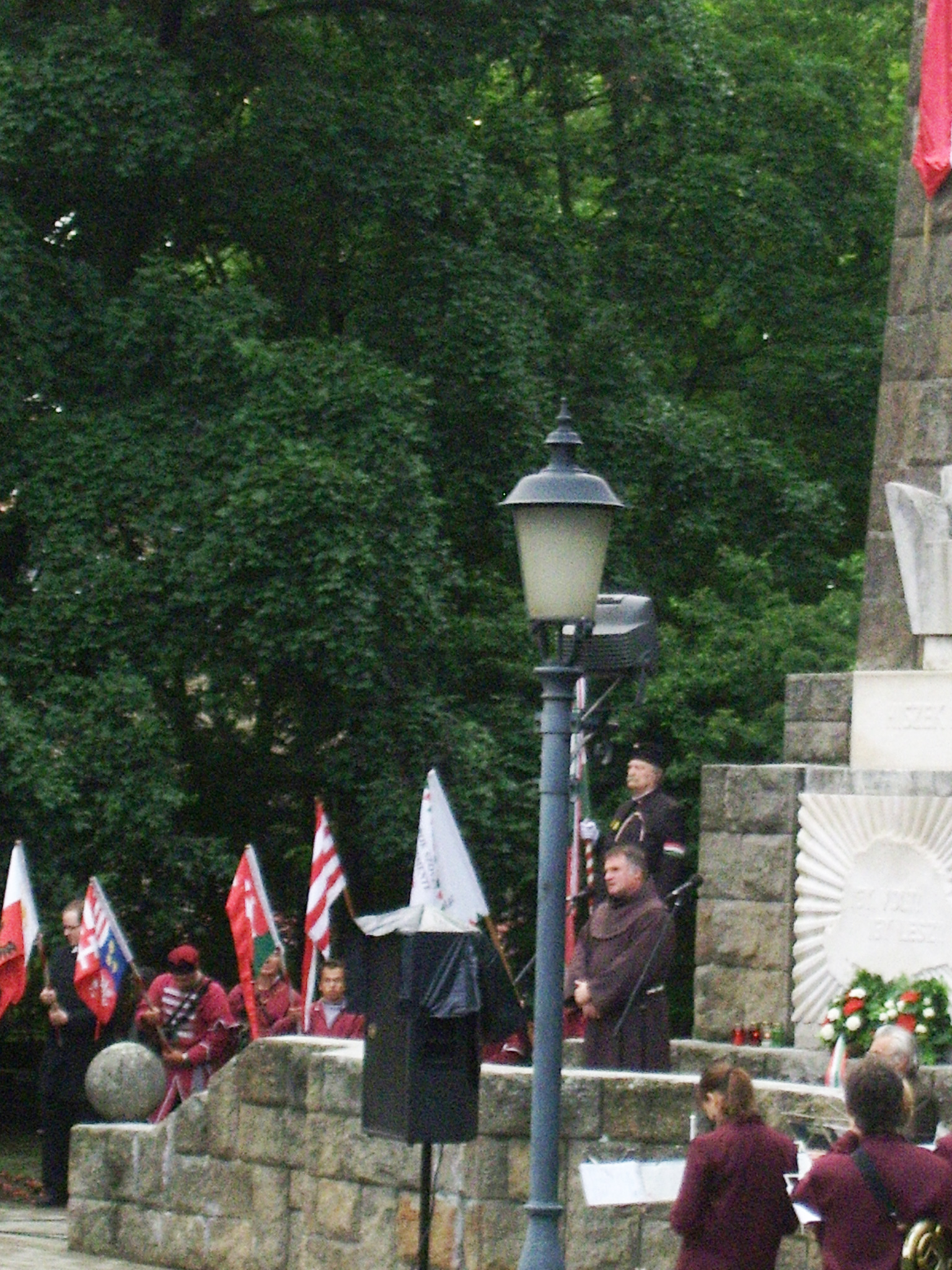
2010. június 4. megemlékezés a Rákoskeresztúri Népkertben a nemzeti összetartozás napja alkalmából, Böjte Csaba ferences rendi szerzetes beszél

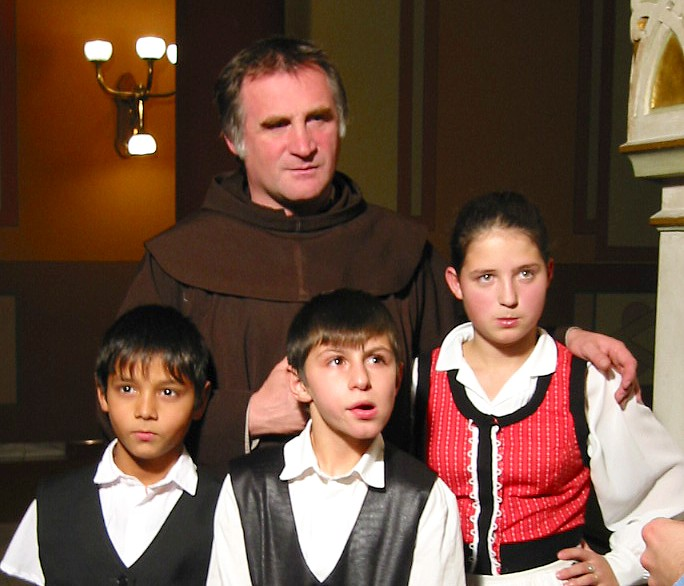
Csaba testvér a Pesti Vigadóban

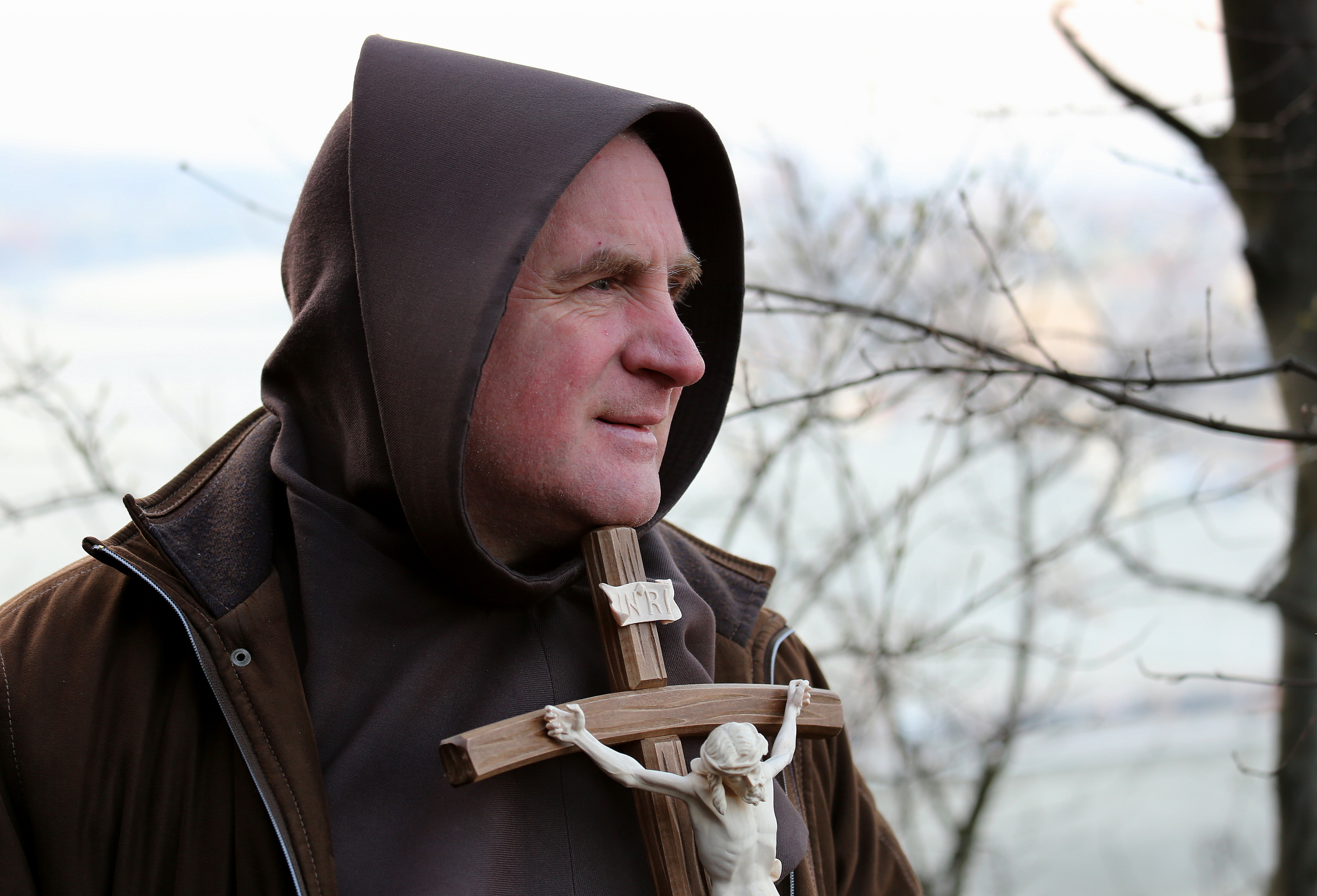
Böjte Csaba

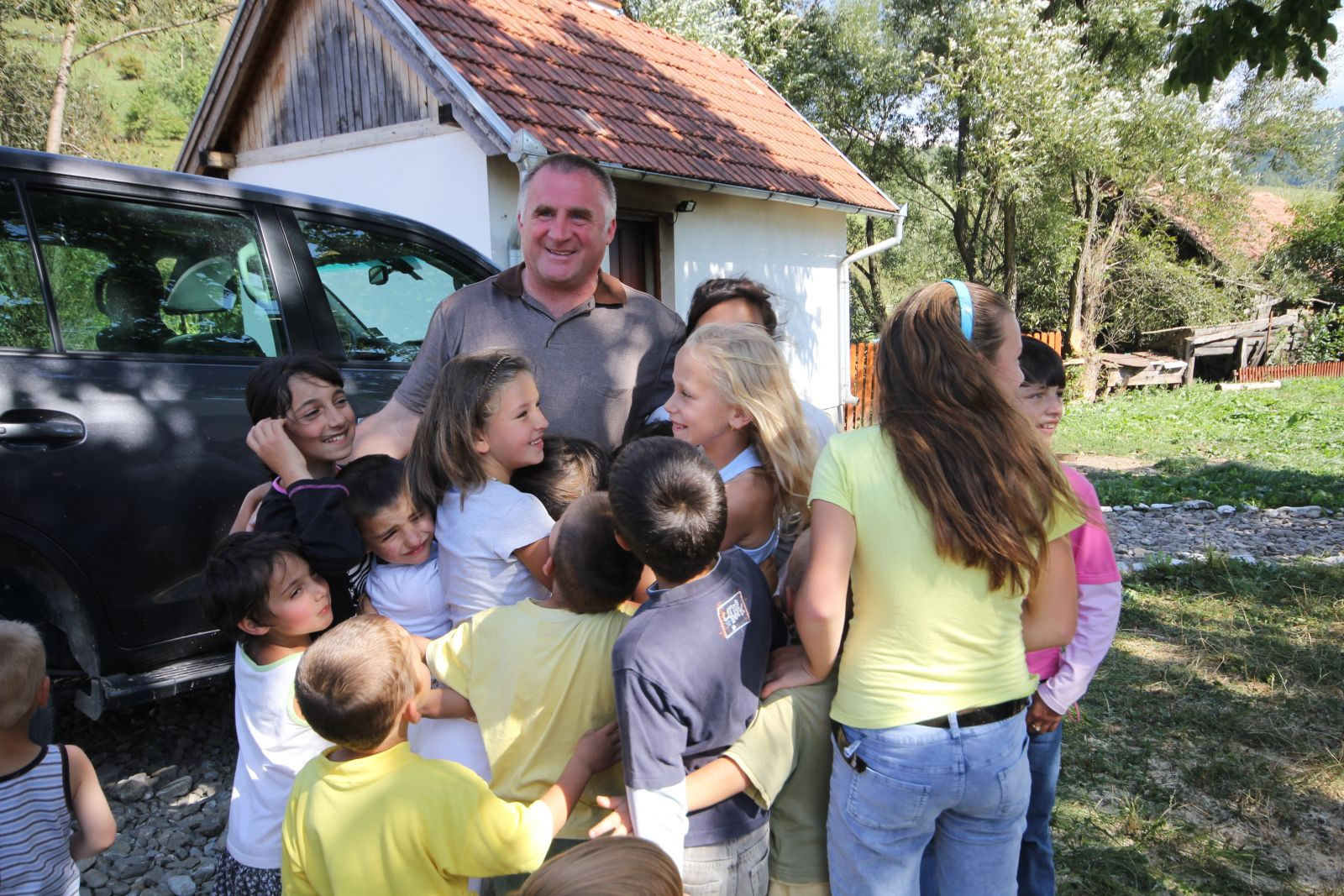
Csaba testvér Gyimesközéplokon, 2011

Böjte Csaba (Kolozsvár, 1959. január 24. –) ferences rendi szerzetes, a Dévai Szent Ferenc Alapítvány alapítója. Az általa létrehozott gyermekmentő szervezet célja az Erdélyben sanyarú körülmények között, sokszor az éhhalál szélén tengődő gyermekek felkarolása. Jelenleg 900 gyermekről gondoskodik intézményeiben és további százakról nevelőszülői rendszerben. 

## Élete
Böjte Csaba laikus korában autóvillamossági szerelőnek tanult, majd miután ezt a szakmáját feladta, egy évig élt, és dolgozott bányászként a Hargitában. Ezzel a döntéssel, akaraterejét próbára téve, lelkiekben már a papi pályára készült.
Édesapja költő volt, s egy verse miatt a Ceaușescu-rezsim bírósága hét évi börtönre ítélte, ahonnan négy és fél év múlva szabadult. A börtönben elszenvedett kínzások és egyéb megpróbáltatások következtében szabadulása után másfél hónappal meghalt. Csabának ez alapvető momentum volt annak megértésében, hogy a baj nem az emberben, hanem a tudatlanságban lakozik. Ennek hatására döntötte el, hogy pap lesz.
A ferences rendbe még a Ceaușescu-diktatúra alatt, 1982-ben jelentkezett, a legnagyobb titokban. Tanulmányait Gyulafehérváron és Esztergomban végezte, mielőtt 1989-ben pappá szentelték.
Több helyen eltöltött papi szolgálata után, 1992-ben Dévára helyezték, ahol jelentős fordulatot vett az élete. Oltalmába fogadott néhány utcagyereket, és a lakatot leverve az elhagyott és évtizedek óta üresen álló ferences kolostorba költöztek. A román hatóságok ellenezték ezt a lépését, és többször felszólították az épület elhagyására. Böjte testvér válasza az volt, hogy a gyerekeket rakják az utcára a rendőrök. Ez nyilván nem történt meg.
Az árvákat befogadó ferences szerzetesnek hamar híre ment Déván. Mára tevékenységét elismerik egész Erdélyben, Romániában, Magyarországon, Nyugat-Európában, sőt a tengeren túl is. Az alapvető életfeltételeken kívül (szállás, ruha, étel stb.) taníttatásukkal is foglalkozik, amibe vallási és erkölcsi nevelésük is beletartozik. Nem kevesen egyetemre is bejutnak közülük.
Életéről, munkásságáról Simon V. László 2016-ban írt regény formájában Úton Böjte Csabával címmel.
2023-ban az alapítvány egyik nevelőjét jogerősen börtönbüntetésre ítélték, mert tíz éven át szexuális és fizikai visszaéléseket követett el gyerekekkel szemben. Újságcikkek szerint további abúzusok is történtek az otthonokban, amit Böjte Csaba visszautasított.
2025. augusztus 1-jétől csíksomlyói lelkésszé nevezte ki Kovács Gergely gyulafehérvári érsek.

## Művei
- Éheztem – és ennem adtatok. Interjú Böjte Csaba ferences baráttal; Szent Ferenc Alapítvány, Déva, 2002
- Hiszek a szeretet végső győzelmében! Budapest: Szent Gellért Kiadó, 2005
- Kevesebb pátoszt és több áldozatot! Budapest: Szent Gellért Kiadó, 2006
- A fénygyújtogató. Böjte Csaba testvérrel beszélget Benkei Ildikó. Budapest: Kairosz, 2006
- Istennel a semmiből a végtelen felé. Böjte Csabával beszélget Csengei Ágota. Budapest: Kairosz, 2006
- Asztali beszélgetések… 2. – A csendesség felé. Böjte Csaba és Roszík Ágnes disputája. szerk: Galambos Ádám, Budapest; Luther Kiadó, 2008
- Merjünk hinni és szeretni! Böjte Csaba testvér lelkesítő gondolatai és bölcs meglátásai az esztendő minden napjára; Szt. Gellért, Bp., 2009
- Szent Rita kilenced; Szent Ferenc Alapítvány, Déva, 2009
- Böjte Csaba, Karikó Éva: Ablak a végtelenre – Csaba testvér gondolatai Istenről, vallásról, életről, emberről… Budapest: Helikon Kiadó, 2009
- Szépszeretet Anyja, Mária; Szent Ferenc Alapítvány, Déva, 2010
- Böjte Csaba, Karikó Éva: Út a végtelenbe – Csaba testvér gondolatai Isten ajándékairól Helikon kiadó, Budapest, 2010
- Böjte Csaba, Karikó Éva: Út a végtelenbe – Csaba testvér gondolatai Isten ajándékairól Helikon kiadó, Budapest, 2016, új, javított kiadás
- Böjte Csaba, Karikó Éva: Iránytű a végtelenhez – Csaba testvér gondolatai az isteni parancsolatokról Helikon kiadó, Budapest, 2011
- Böjte Csaba, Karikó Éva: Iránytű a végtelenhez – Csaba testvér gondolatai az isteni parancsolatokról Helikon kiadó, Budapest, 2016, új, javított kiadás
- Böjte Csaba, Karikó Éva: Párbeszéd a végtelennel – Csaba testvér gondolatai az Istennel való mély és bensőséges kapcsolatról Helikon kiadó, Budapest, 2012
- Böjte Csaba, Karikó Éva: Párbeszéd a végtelennel – Csaba testvér gondolatai az Istennel való mély és bensőséges kapcsolatról Helikon kiadó, Budapest, 2016, új, javított kiadás
- Böjte Csaba: A szeretet bölcsője. A házasság mérdföldkövei. összeállította: Karikó Éva, fotók: Váradi Levente, Helikon kiadó, Budapest, 2012
- Székely Vértanú, Boldog Apor Vilmos, könyörögj érettünk!; Szent Ferenc Alapítvány, Déva, 2012
- A fehér szív útja; Helikon, Bp., 2013
- Az élet útja; Dévai Szent Ferenc Alapítvány, Déva, 2014
- Böjte Csaba: A mindennapi kenyérnél is fontosabb a remény, füves könyv az anyagiakról, a válságról, a szolidaritásról és a jövőről, összeállította: Karikó Éva, fotók: Váradi Levente, Helikon kiadó, Budapest, 2014
- Böjte Csaba: Az igazgyöngy fájdalomból születik, füves könyv a szenvedésről, a méltóságteljes megöregedésről és az örök életről, összeállította: Karikó Éva, fotók: Váradi Levente, Helikon kiadó, Budapest, 2014
- Böjte Csaba: A virág a fény felé hajlik, füves könyv a gyermekvállalásról és a nevelésről, összeállította: Karikó Éva, fotók: Váradi Levente, Helikon kiadó, Budapest, 2015
- Böjte Csaba: A szeretet gyógyszer, nem jutalom, füves könyv a párbeszédről, a bizalomról, a megbocsátásról, összeállította: Karikó Éva, fotók: Váradi Levente, Helikon kiadó, Budapest, 2015
- Egészen szép vagy Csíksomlyói Szűz Anyánk! Csíksomlyói fotóalbum Csaba testvér imáival és elmélkedéseivel; Dévai Szt. Ferenc, Bp., 2015
- Életem. Az irgalmasság útjain; Vörsi Plébánia, Vörs, 2015
- Böjte Csaba: Zarándoklat az atyai házba, füves könyv az ember életútjáról, összeállította: Karikó Éva, fotók: Lettner Kriszta, Helikon kiadó, Budapest, 2016
- Böjte Csaba, Karikó Éva: Ablak a végtelenre – Csaba testvér gondolatai Istenről, vallásról, életről, emberről… Budapest: Helikon Kiadó, Budapest, 2016, új, javított kiadás
- Böjte Csaba: Arra születtél, hogy ajándék legyél, füves könyv a szeretetről, a házasságról, az intimitásról és a párkapcsolati karambolokról, összeállította: Karikó Éva, fotók: Lettner Kriszta, Helikon kiadó, Budapest, 2016
- Az örömök útján. Csaba testvér gondolatai derűről, jóságról, hitről és bizakodásról; vál., szerk. L. Tóth Beáta; Lazi, Szeged, 2016
- Böjte Csaba: A szabadság rabságában, füves könyv a párbeszédről, a bizalomról és a megbocsátásról, összeállította: Karikó Éva, fotók: Lettner Kriszta, Helikon kiadó, Budapest, 2017
- Hiszek a szeretet végső győzelmében!; 12. bőv. kiad.; Szt. Gellért, Bp., 2018
- Böjte Csaba: A lélek lélegzetvétele, füves könyv a boldogság forrásáról, az Isten kereséséről, az élő hitről, az imáról és a szent és bűnös egyházról, összeállította: Karikó Éva, fotók: Lettner Kriszta, Helikon kiadó, Budapest, megjelenés: 2019. Ünnepi Könyvhét
- Böjte Csaba füveskönyve. Örömhöz segítő gondolatok; Helikon, Bp., 2020
- Csaba testvér e heti gondolata. Toll és Igazság. Vélemény. 2024.03.01.[6]

- Csaba testvér heti gondolatai. Toll és Igazság. Vélemény. 2024.03.18.[7]

- Csaba testvér gondolatai. Toll és Igazság. Vélemény. 2024.03.26.[8]

- Csaba Testvér levele. Toll és Igazság. 2024.04.22. [9]

- Csaba testvér levele. Toll és Igazság. Vélemény. 2024.05.04.[10]

- Csaba testvér heti gondolata. Toll és Igazság. Vélemény. 2024.05.13.[11]

- Csaba testvér gondolatai. Toll és Igazság. Vélemény. 2024.05.26.[12]

- Csaba testvér: Napi evangélium. Toll és Igazság. Vélemény. 2024.06.08.[13]

- Csaba testvér: Napi evangélium. Toll és Igazság. Vélemény. 2024.06.20.[14]

- Levél Csaba testvértől. Toll és Igazság. Vélemény. 2024.07.02.[15]

- Csaba testvér levele. 3. Toll és Igazság. Vélemény. 2024.07.30.[16]

- Csaba testvér elmélkedései. Toll és Igazság. Vélemény. 2024.08.08.[17]

- Csaba testvér gondolatai: Szent Domonkos ünnepe. Toll és Igazság. Egyéb. 2024.08.31.[18]

- Csaba testvér elmélkedései: Merjünk kisebb testvérek lenni. Toll és Igazság. Társadalmi Hírek. 2024.09.14.[19]

- Csaba testvér elmélkedései. Toll és Igazság. Vélemény. 2024.09.27.[20]

- Csaba testvér gondolatai: Van megoldás! Toll és Igazság. Vélemény. 2024.10.12.[21]

- Csaba testvér gondolatai. Toll és Igazság. Vélemény. 2024.10.25.[22]

- Csaba testvér e havi gondolatai. Toll és Igazság. Társadalmi Hírek. 2024.11.16.[23]

- Csaba testvér e havi gondolatai. Szent Mihály 40 napos böjtje 21. nap – Szent Mihály böjt – A Jelenések könyve. Toll és Igazság. Vélemény. 2024.11.30.[24]

- Karácsonyra készülünk! Talán e rövid írás segít jobban felkészülni!  Csaba testvér gondolatai. Toll és Igazság. Vélemény. 2024.12.26.[25]

- Szent Erzsébet Gyermekotthon lakói által bemutatott pásztorjátékkal és az alábbi gondolattal. Toll és Igazság. Vélemény. 2025.01.10.[26]

- Csaba testvér gondolatai: 53. nap- Exodus 90- Biztos kézzel vezet az Isten. Toll és Igazság. Egyéb. 2025.04.05.[27]

- Csaba testvér gondolatai: Exodus 90. – Isten prófétája e világban! Toll és Igazság. Egyéb. 2025.04.13.[28]
- Csaba testvér gondolatai: Exodus 90. – Erőszakmentes ellenállás! Toll és Igazság. Egyéb. 2025.04.26.[29]
- Csaba testvér gondolatai. 89. nap- Exodus 90- Nagyhét Isten gyönyörű szerelmi vallomása! Toll és Igazság. Egyéb. 2025.05.21.[30]

## Munkáját, életét bemutató filmek, könyvek
- Csillagösvény 1. (magyar, angol, német nyelven, Dextramedia, 2004)
- Utazások egy szerzetessel (magyar, Fekete Ibolya, 2005)
- Csillagösvény 2. (Dextramedia, 2006)
- A mi ügyünk. Böjte Csaba Szent István-terve; szerk. Hende Csaba, László Tamás, Farkas Anikó; Zrínyi Média, Bp., 2011
- Átányi László: Örömtüzek a hegycsúcsokon. Böjte Csaba testvérnek és gyermekeinek Déván, Nagyszalontán, Szászvárosban és a többi otthonaiban; Szent Adalbert Misszió, Bp., 2014
- Simon V. László: Úton Böjte Csabával; szerzői, Budaörs, 2016
- Ki a szívét osztja szét. Csaba testvér élete és munkássága az édesanyja szemével. Böjte Juliannával beszélget Karikó Éva; Helikon, Bp., 2018
- Őszintén – Böjte Csaba testvér (2018) – Echo TV
- A mi arcaink. 25 éves Böjte Csaba alapítványa; szerk. Bartos Csilla, Meskó Zsolt; Auditórium Hungaricum, Bp., 2018
- Ketten jösztök, hárman mentek
- Frigyesy Ágnes: Íme az én szeretett fiam! Böjte Csaba ferences kisebb testvéri küldetéséről. A szerző tudósításaival, felvételeivel, Csaba testvér gondolataival; szerzői, Bp., 2020

## Díjak, elismerések
- Magyar Örökség díj (2002)
- Év embere díj 2004, a Magyar Hírlaptól (a díj átvétele 2005-ben volt)[31]
- Aphelandra Díj 2005[32] – Humanitárius díj
- Sütő András-díj (2007)
- A Pannon Példakép alapítvány díja 2008-ban[33]
- A Százak Tanácsa által alapított A Haza Embere díj első kitüntetettje 2008-ban[34]
- 2010-ben Zajzoni Rab István Díj Négyfaluban (Erdély, Brassó megye)
- A Magyar Köztársasági Érdemrend középkeresztje (2010)
- Az Európai Parlamenttől 2011 júniusában Európai Polgári Díj (Civi Europaeo Praemium)[35]
- Giesswein Sándor Emlékbizottság, Giesswein-emlékérem – 2012[36]
- A Magyar Kultúra Lovagja (2013)
- Magyar Szabadságért díj (2015)
- Boldog gyermekekért, boldog családokért díj (2018) Felelős Szülők Iskolája
- Pro Cultura Hungarica díj (2019)[37]
- Makovecz Imre-díj (2019)
- Magyar Művészeti Akadémia, aranyérem (2021)[38]
- Magyar Becsület Rend (2023)

## Népi kezdeményezés
2014-ben a Facebookon civil kezdeményezés gyűjtött szavazatokat „Nobel-békedíjat Böjte Csabának” címmel.